# Seutukunta
Seutukunta (finnisch; Mehrzahl: seutukunnat) bzw. ekonomisk region (schwedisch; Mehrzahl: ekonomiska regioner) ist in Finnland die Bezeichnung für eine Gebietskörperschaft, in der mehrere Gemeinden zusammengeschlossen sind, ähnlich wie die Verwaltungsgemeinschaften oder vergleichbare Gemeindeverbände in Deutschland.
Sie bilden eine Unterteilung der Landschaften (finn. maakunta, schwed. landskap). In der Systematik der Europäischen Union werden sie als Lokale Gebietseinheiten der Ebene LAU-1 klassifiziert. Insgesamt gibt es in Finnland 70 derartige Verwaltungsgemeinschaften (Stand: 2012). Sie bestehen entweder aus städtischen Ballungszentren, mehreren kleineren Stadtzentren mitsamt den umgebenden ländlichen Gebieten oder aus ländlichen Gemeinden. Sie arbeiten u. a. im Bereich der Dienstleistungen, Gewerbepolitik und Flächennutzung zusammen. Sie verfügen über keine gesetzlichen Beschlussgremien, d. h. die Beschlussfassung liegt bei den einzelnen Gemeinden. Viele Gemeinden haben allerdings einen Teil ihrer Kompetenzen an die Gremien der Verwaltungsgemeinschaften abgetreten.
Die Seutukunta wurden 1994 eingeführt. Ihre Einteilung wurde aufgrund von Untersuchungen zu den Arbeitswegen sowie von existierenden Gemeindekooperationen vorgenommen.

## Verwaltungsgemeinschaften nach Landschaften

### Lappland(1)
- Kemi-Tornio
- Nordlappland
- Rovaniemi
- Ostlappland
- Tornio-Tal
- Fjell-Lappland

### Nordösterbotten(2)
- Koillismaa
- Nivala-Haapajärvi
- Oulu
- Oulunkaari
- Raahe
- Haapavesi-Siikalatva
- Ylivieska

### Kainuu(3)
- Kajaani
- Kehys-Kainuu

### Nordkarelien(4)
- Joensuu
- Mittelkarelien
- Pielinen-Karelien

### Nordsavo(5)
- Binnensavo
- Kuopio
- Nordostsavo
- Obersavo
- Varkaus

### Südsavo(6)
- Mikkeli
- Pieksämäki
- Savonlinna

### Südösterbotten(7)
- Järviseutu
- Kuusiokunnat
- Seinäjoki
- Suupohja

### Österbotten(8)
- Jakobstad
- Kyrönmaa
- Südösterbotten
- Vaasa

### Pirkanmaa(9)
- Nordwestpirkanmaa
- Oberpirkanmaa
- Südpirkanmaa
- Südwestpirkanmaa
- Tampere

### Satakunta(10)
- Nordsatakunta
- Pori
- Rauma

### Mittelösterbotten(11)
- Kaustinen
- Kokkola

### Mittelfinnland(12)
- Äänekoski
- Jämsä
- Joutsa
- Jyväskylä
- Keuruu
- Saarijärvi-Viitasaari

### Varsinais-Suomi(13)
- Åboland
- Loimaa
- Salo
- Turku
- Vakka-Suomi

### Südkarelien(14)
- Imatra
- Lappeenranta

### Päijät-Häme(15)
- Lahti

### Kanta-Häme(16)
- Forssa
- Hämeenlinna
- Riihimäki

### Uusimaa(17–18)
- Helsinki
- Loviisa
- Porvoo
- Raseborg

### Kymenlaakso(19)
- Kotka-Hamina
- Kouvola

### Åland(20)
- Åländer Land
- Åländer Schären
- Mariehamn